# Orologio della Torre di Sant'Andrea
L’orologio della Torre di Sant'Andrea si trova a Chioggia, nella Città metropolitana di Venezia, ed è l’orologio di origine medievale funzionante più antico del mondo.

## Storia
L'antico orologio risale al XIV secolo e prima di essere posto in cima alla torre di Sant'Andrea si trovava nell’antico Palazzo Pretorio. Fu dapprima posizionato sulla torre nord-ovest del Palazzo Pretorio nel 1386 e venne spostato a causa dell’incendio del 1817 che rese necessaria la demolizione e successiva ricostruzione dello stesso. Il 31 maggio 1839 l’orologio è stato ufficialmente ceduto dal Comune alla parrocchia di Sant’Andrea.
La sua realizzazione è attribuita ai Dondi, famiglia di grandi costruttori di orologi dell’epoca e sofisticati meccanismi, come l’Astrario, che visse a lungo a Chioggia prima di trasferirsi a Padova. Il capostipite verrebbe infatti identificato in Jacopo Dondi dell'Orologio, medico, astronomo e orologiaio di origine chioggiotta, il quale, insieme al figlio Giovanni, fu l'ideatore e il costruttore dell'orologio astronomico meccanico di Padova.
L’antico meccanismo dell'orologio risalente all’epoca medievale realizzato in ferro battuto, si trova attualmente all'interno della torre, al quinto piano, ristrutturato e funzionante. Il meccanismo viene messo in movimento a scopo esclusivamente dimostrativo durante le visite al museo della torre. L'antico quadrante posto sulla torre di Sant'Andrea, funziona infatti oggi per mezzo di un dispositivo elettronico. Esso appare in cima alla torre particolarmente decorativo grazie alla presenza di un grande quadrante bianco in pietra d’Istria suddiviso in 24 sezioni numerate secondo due sequenze in numeri romani. Al centro del quadrante su sfondo azzurro-cobalto figura un sole fiammeggiante dal cui fulcro si estende un raggio più lungo degli altri che funge da indicatore dell’ora. 
L’opera è stata ricondotta ai Dondi per la presenza di un elemento distintivo del loro lavoro, ovvero la presenza di quattro montanti laterali nella parte alta che terminano a punta, e le cosiddette “zampe di cane” che caratterizzano le estremità inferiori dei quattro montanti metallici, segni distintivi applicati nelle opere della famiglia (ritrovabili nell’Astrario e nell’orologio di Piazza dei Signori di Padova), anche se non sono noti documenti che possano provare con assoluta certezza la paternità dell'opera.
L’orologio ha subito alcune modifiche e riparazioni nel corso dei secoli, le principali sono:
- la riparazione nel 1424 di quattro denti sulla ruota magistra;

- la modifica per l’inserimento del pendolo nella seconda metà del XVIII secolo, successivamente alle scoperte di Galileo.

La struttura originale dell’orologio è rimasta comunque pressoché inalterata nei secoli.
Nel maggio del 2006 in occasione del Congresso Internazionale di Orologeria da Torre tenutosi a Goslar in Germania ha reso l’orologio di Chioggia noto al pubblico degli specialisti. A giugno 2015 la torre chioggiotta è stata visitata da un gruppo di quaranta specialisti inglesi dell’orologeria monumentale soci del Turret Clock Group dell’Antiquarian Horological Society britannica.

### Il riconoscimento del primato mondiale
Per molti anni, numerose ricerche condotte in Italia e all'estero dai principali esperti in materia hanno sostenuto l’idea che il primato dell’orologio chioggiotto fosse condiviso con l’orologio di Salisbury, in quanto entrambi sarebbero stati costruiti nel 1386. Tuttavia, secondo recenti perizie, il primato del più antico del mondo spetterebbe all'orologio della torre di Sant'Andrea, poiché esistono diverse documentazioni storiche che ne attestano l’esistenza già in epoca precedente a quella data, mentre la data di costruzione dell’esemplare inglese sarebbe tuttora incerta. L’orologio di Sant'Andrea è quindi attestato come l'esemplare più antico esistente, vale a dire il primo orologio costruito e tuttora funzionante al mondo.
Il riconoscimento del primato risale a tempi recenti. Le indagini iniziarono nel 2001 quando il maestro Aldo Bullo, esperto ed appassionato della meccanica degli orologi, a seguito dei lavori di rifacimento/ristrutturazione delle scale e dei solai della torre, poté osservare la meccanica dell’antico orologio custodito all'ultimo piano. Da esperto in materia, si accorse di essere in presenza di un raro reperto storico. Decise così di contattare il prof. Ettore Pennestrì e l’ing. Marisa Addomine, i quali convalidarono la tesi della storicità dell’orologio e invitarono il maestro Aldo Bullo a proseguire le ricerche. 
Nonostante l’attenta ricerca archivistica condotta per ricostruire le fasi salienti della costruzione e manutenzione dell’orologio nei secoli, gli archivi di Chioggia non possiedono documenti antecedenti la Guerra di Chioggia tra Genovesi e Veneziani e questo ha reso impossibile ricostruire la storia dell’orologio antecedente il 1381. Da un attento esame dei documenti, il primo ad attestarne l’esistenza risale al 1386. Non esiste quindi un riferimento esplicito alla data di costruzione, né alla paternità dell’opera, ma seguendo una semplice deduzione, la costruzione dell’orologio andrebbe ricondotta a qualche decennio antecedente quella data. Dal documento non appare chiaro se viene fatto riferimento all'acquisto o ad una riparazione, ma indipendentemente da ciò rappresenta la prova inoppugnabile del primato dell’orologio di Chioggia.

## La Torre di Sant'Andrea
La chiesa di Sant'Andrea gode il privilegio di avere accanto una torre medioevale che potrebbe essere stata costruita prima dell’antica chiesa. La più antica torre medievale ancora esistente risale probabilmente intorno al 950. L’imponente costruzione in stile romanico dovette servire alla città come torre di vigilanza e di difesa e solo successivamente ricoprì la funzione di  “campanile” della chiesa di Sant’ Andrea.
La datazione della torre è incerta e possiamo ricavare le informazioni da due ipotesi. La prima presuppone che l’antica torre risalga ai primi secoli dell’età cristiana, quando in epoca romana esistevano una serie di torri-faro che costeggiavano tutto il mar Adriatico, si pensi per esempio alla colonna Traiana (96-117). 

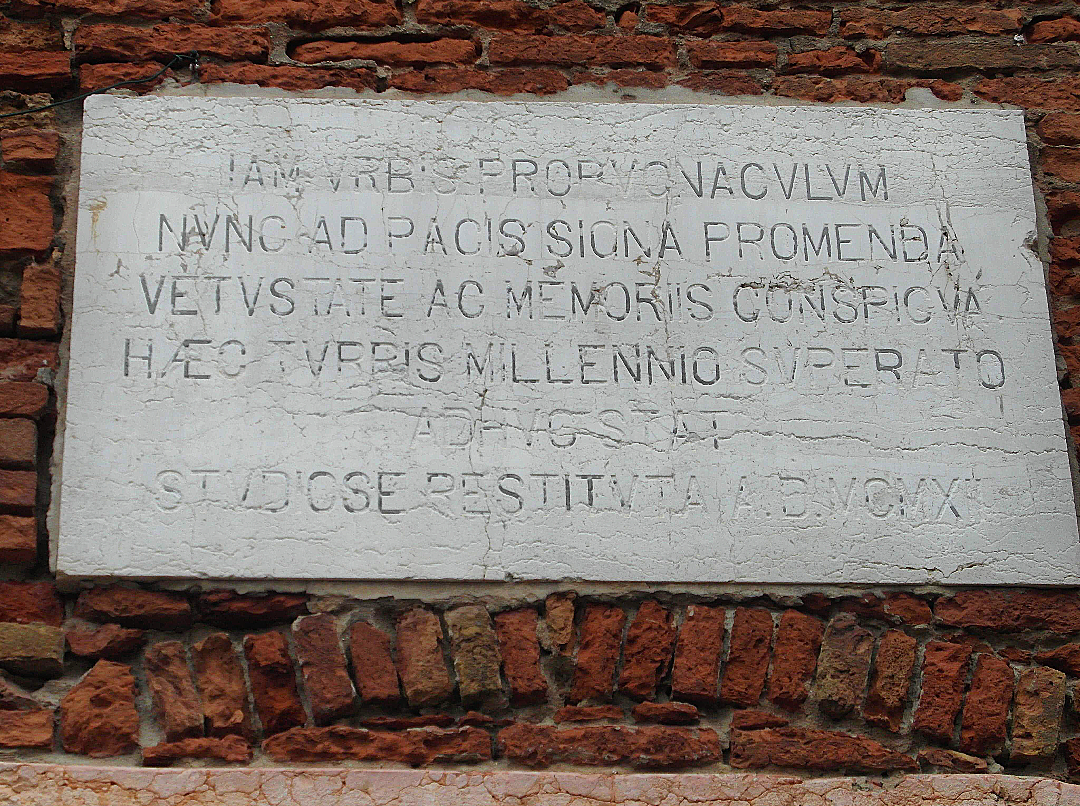
Lapide del 7 settembre 1912

La seconda ipotesi fa riferimento alla forma e al materiale impiegato per la costruzione. La datazione della torre viene fatta risalire tra il VII e il VIII secolo poiché si è notato che tra due file di pietre parallele è presente una fila di mattoni posti in senso orizzontale sovrapposte in croce che richiama un antico sistema costruttivo tipico di quel periodo. Continuando ad analizzare i materiali, il fatto che il campanile sorga su cinque gradoni di trachite, importata dai Colli Euganei, fa pensare che la costruzione della torre sia antichissima e consente di affermare con certezza che la torre sia sorta prima della chiesa vicina e non abbia avuto la funzione iniziale di campanile.
Purtroppo non esistono sufficienti fonti per illustrare i restauri della torre millenaria prima del XIX secolo. Il restauro più radicale avvenne nel 1912, portando definitivamente la torre all'aspetto attuale. Questo intervento venne progettato e seguito dallo storico architetto e professore chioggiotto Aristide Naccari. L’intervento venne rappresentato attraverso una lapide incisa in latino posizionata sopra la porta d’ingresso il 7 settembre 1912. 
Il testo della lapide recita: “Iam urbis propugnaculum / Nunc ad pacis signa promenda / Vetustate ac memoriis conspicua / Haec turris millennio superato / Adhuc stat / Studiose restituta A(nno) D(omini) MCMXII (traduzione: “Questa torre, un tempo baluardo della città e ora destinata a diffondere rintocchi di pace, superato il millennio, ancora sta, ragguardevole per antichità e memorie, dopo essere stata restaurata con perizia e arte nell’anno del Signore 1912").
Un ultimo importante restauro è stato realizzato dal 1997 al 2001, poi completato nel 2006. La cella campanaria può oggi essere raggiunta a piedi attraverso una scalinata in legno comprensiva di 125 gradini. La torre nel suo interno è stata trasformata in un museo verticale. Le attuali misure della torre millenaria sono: larghezza base 7 m x 7 m e altezza 30,5 m compresa la croce sulla cuspide. È formata da un tetto di tegole spioventi ai quattro lati che completa la struttura della torre.

## Il museo della torre dell'orologio

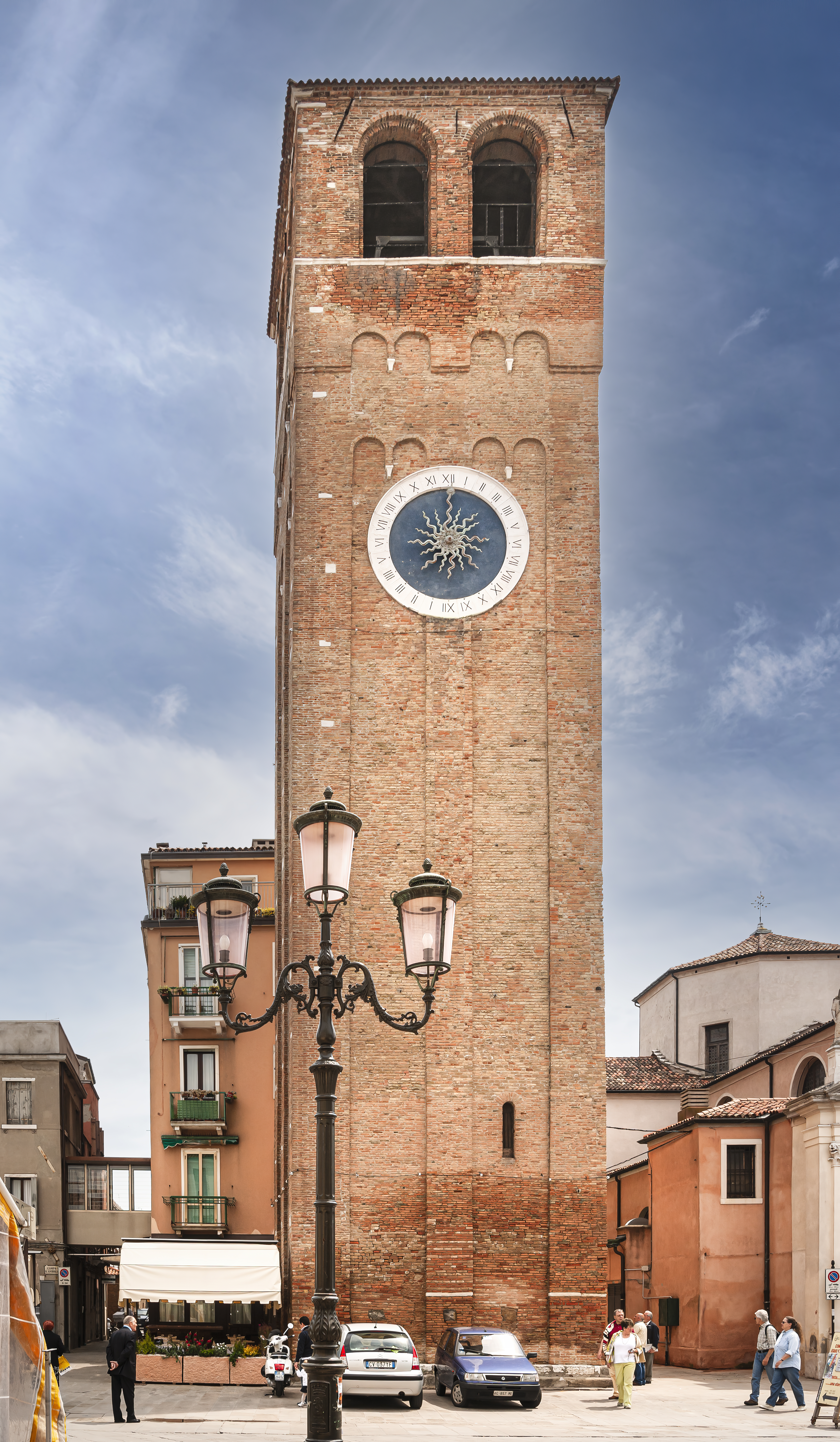
Torre Sant'Andrea

Il Museo “Torre dell’Orologio” si trova nella torre di Sant'Andrea di origine romano-bizantina che prima di diventare la torre campanaria della Chiesa di Sant'Andrea Apostolo è stata un faro e un punto di avvistamento.
Nel 2006 è stato inaugurato il museo e da quel momento è stata aperta al pubblico la possibilità di accedere all'antica torre. Salendo le scale verso la cima della Torre, il visitatore rivive la storia della città lagunare, della torre-campanaria, della chiesa di Sant'Andrea, della fede e pietà e dell'orologio medievale.
Il museo è diviso nei 7 piani della torre campanaria:
Al piano terra è possibile visionare, alcuni documenti che illustrano le informazioni tecniche ed artistiche della Torre dell’Orologio.
In questo piano è collocata un’antica croce in ferro ritrovata sotto la pavimentazione della torre durante il periodo dei primi restauri. La croce un tempo si trovava sulla cima del campanile, ma fu abbandonata sotto la torre dopo che fu colpita da un fulmine nel XIX secolo.
Osservando la pareti del pian terreno si possono notare numerosi stemmi di famiglie cittadine.
Al primo e al secondo piano sono esposte in successione cronologica alcune mappe originali della città, dell'antico palazzo Pretorio, della Torre e della Chiesa di Sant'Andrea, provenienti dagli archivi storici e locali della provincia. Le mappe vengono continuamente aggiornate in base alle più recenti scoperte sulla storia di Chioggia e dello scenario veneto;
Al terzo piano si possono ammirare le testimonianze della fede e della “pietà religiosa” con la raccolta di molti ex-voti dedicati alla Maria dell'Addolorata;
È presente inoltre una stola del patriarca di Venezia Aristide Cavallari, ricevuta dal Papa Pio X e donata alla parrocchia nel 1912.
Al quarto piano sono presenti i quadri della caratteristica "Via Matris”, una sorta di Via Crucis di Maria, che raffigurano i sette dolori della Madonna: 
- la rivelazione e profezia di Simeone;
- la fuga in Egitto;
- lo smarrimento di Gesù;
- l'incontro con Gesù sulla via del Calvario;
- la presenza sotto la croce del Figlio;
- l'accoglienza di Gesù deposto dalla croce;
- la sepoltura di Cristo.

Al quinto piano è custodito l’importante patrimonio meccanico da cui prende il nome, ovvero l’orologio più antico del mondo;
Al sesto piano è presente al centro del piano un astrolabio che ha la funzione di contemplare il rapporto dell'uomo con il cosmo e con il tempo. Nella pareti, a conclusione del percorso religioso vi è una esposizione dei quadri della Via Crucis risalenti al 1906.
Al settimo piano si può accedere tramite una botola alla cella campanaria con i sacri Bronzi, da cui è possibile ammirare il panorama dal punto più elevato sulla città di Chioggia, la laguna Veneziana e il mar Adriatico.